# Sadleria squarrosa
Sadleria squarrosa là một loài dương xỉ trong họ Blechnaceae. Loài này được T. Moore mô tả khoa học đầu tiên năm 1857.